# Districte electoral de St. Libory
El Districte electoral de St. Libory (en anglès: St. Libory Precinct) és un districte electoral situat al comtat d'Howard en l'estat nord-americà de Nebraska. En el Cens de 2020 tenia 763 habitants i una densitat poblacional de 5,75 persones per km².